# Psammophis leightoni
Espèce
Psammophis leightoni est une espèce de serpents de la famille des Lamprophiidae. 

## Répartition
Cette espèce vit en Afrique du Sud, en Namibie et au Botswana.

## Description
L'holotype de Psammophis leightoni mesure 910 mm dont 270 mm pour la queue.

## Étymologie
Cette espèce est nommée en l'honneur du docteur Gerald Rowley Leighton (1868–1953).

## Publication originale
- Boulenger, 1902 : Description of a new snake of the genus Psammophis, from Cape Colony. Proceedings of the Zoological Society of London, vol. 1902, p. 126 (texte intégral).